# Alpaida roemeri
Alpaida roemeri este o specie de păianjeni din genul Alpaida, familia Araneidae. A fost descrisă pentru prima dată de Strand, 1908. Conform Catalogue of Life specia Alpaida roemeri nu are subspecii cunoscute.